# بازومانا توره
بازومانا توره (انگلیسی: Bazoumana Touré؛ زادهٔ ۲ مارس ۲۰۰۶) بازیکن فوتبال اهل ساحل عاج است که در حال حاضر برای باشگاه فوتبال هوفنهایم بازی می‌کند.

## دوران ملی
وی همچنین در تیم ملی فوتبال زیر ۲۰ سال ساحل عاج بازی کرده است.

## دوران باشگاهی

### آسک میموساس
بازومانا توره فصل اول خود را برای باشگاه ایواری باشگاه فوتبال آسک میموساس در فصل ۲۰۲۳–۲۰۲۲ لیگ برتر ساحل عاج بازی کرد و اولین گل خود را در پیروزی ۴–۰ خانگی مقابل ایندنی ابنگورو به ثمر رساند. او به آنها کمک کرد تا در آن سال به مقام اول برسند و عنوان قهرمانی لیگ را کسب کنند.

### هامارابی
بازومانا توره در اوایل سال ۲۰۲۴ برای باشگاه سوئدی هامارابی قرارداد امضا کرد. او در شکست ۲–۱ خارج از خانه مقابل باشگاه فوتبال هالمستاد نخستین بازی خود را انجام داد و به سرعت به عنوان یک بازیکن ثابت در تیم شناخته شد.
بازومانا توره اولین گل خود را برای هامارابی در پیروزی ۳–۰ خانگی مقابل باشگاه فوتبال سیریوس به ثمر رساند و با گل‌هایی که در برابر دیورگاردن، بروماپویکارنا و هالمستاد به تعداد گل‌های خود در این فصل افزود، همچنین دو گل دیگر در برابر باشگاه فوتبال بروماپویکارنا یک ماه بعد و دو گل دیگر در برابر باشگاه فوتبال سیریوس به ثمر رساند و مجموع گل‌های خود را به ۸ گل در ۲۳ بازی در لیگ برتر فوتبال سوئد رساند.

### هوفنهایم
در ۱ فوریه ۲۰۲۵، بازومانا توره قراردادی بلندمدت با باشگاه آلمانی هوفنهایم امضا کرد.

## زندگی شخصی
بازومانا توره در ناحیه آنومابو در ابیجان بزرگ شد و کار خود را در باشگاه محلی مجیک سیستم آغاز کرد. پدر او در شرکت لبنیاتی سپرولایت کار می‌کرد.